# Бернал, Мартин
Ма́ртин Га́рдинер Бе́рнал (англ. Martin Gardiner Bernal, 10 марта 1937, Лондон — 9 июля 2013, Оксфорд) — английский и американский историк, наиболее известный многотомным исследованием «Чёрная Афина».
Незаконнорожденный сын учёного Джона Бернала, по матери — внук египтолога Алана Гардинера. Получил образование востоковеда в Кембриджском университете, стажировался в Пекинском университете и университетах США, в 1966 году защитил диссертацию по раннему распространению социалистической идеологии в Китае. Преподавал китайский язык в Королевском колледже, получил некоторую известность как левый политический активист. В 1972—2001 годах работал в Корнеллском университете, в 1980-е годы отойдя от китаеведения. С 1988 года профессор департамента управления. В 1987—2006 годах выпустил три тома книги «Чёрная Афина», посвящённой ревизии представлений о формировании древнегреческой цивилизации. После отставки вернулся в Великобританию, где и скончался.
В период работы китаеведом в 1976 году выпустил фундаментальное исследование «Китайский социализм до 1907 года», высоко оценённое специалистами на Западе и в СССР. Показал принципиальную важность внешнего фактора в знакомстве китайских интеллектуалов с социалистическими учениями, через американских миссионеров и японских радикалов. Первые китайские социалистические организации возникли в эмиграции в Японии и состояли из лиц, обращённых миссионерами и учившихся в миссионерских школах (в их числе Сунь Ятсен). К 1907 году интерес китайских мыслителей к марксизму и социал-демократии угас, и до 1919 года в Китае из левых идеологий почти исключительно господствовал анархизм. Причины этих явлений предполагалось объяснить в последующих книгах (проект «Китайский социализм» анонсировался как трилогия), которые так и не были написаны.
Сменив направление научной деятельности, М. Бернал обратился к доказательству тесных связей Африканского континента, Восточного Средиземноморья и Эгейского региона эпохи бронзового века. Он постулировал глубокое непрерывное воздействие семитских и афразийских народов на материковую Грецию и Архипелаг начиная с IV тысячелетия до н. э., доказывал существование трёх стадий в становлении греческого алфавита, непрерывный обмен в области культуры и мифологии между Передней Азией, Древним Египтом и Грецией. По мнению Бернала, до XVIII века афроазиатский фундамент античной цивилизации единогласно признавался всеми историками, однако со времени становления академического антиковедения в Германии XIX века, сложился «арийский миф», который отверг эти сведения, проецируя на Древнюю Грецию концепцию национального государства, понятия белой расы, расовой чистоты, неполноценности негров и антисемитизм. Последнее привело к вытеснению роли финикийцев в Древней Греции. Три тома «Чёрной Афины» вышли, соответственно, в 1987, 1991 и 2006 годах, вызвав бурную дискуссию, носившую в значительной степени неакадемический характер. Труд Бернала был высоко оценён в кругах афроцентристов, в то время как специалисты-востоковеды, египтологи, антиковеды, археологи и историки науки опровергли практически все теоретические постулаты учёного и данные, использованные для их доказательства.

## Биография
Родился в Хампстеде от длительной любовной связи женатого учёного Джона Бернала и искусствоведа Маргарет Гардинер; дедом по материнской линии был известный египтолог. Воспитывался в доме матери, в котором сложился интеллектуальный и художественный кружок, постоянными посетителями его были поэты У. Оден и Д. Томас, писатель Э. Форстер и художник Б. Николсон. В 1947—1954 годах получал среднее образование в школе Дарлингтон-холл, имевшую репутацию «рассадника радикалов». Будучи призванным на военную службу, два года провёл в Королевских ВВС. В 1957 году поступил в Кингс-колледж Кембриджского университета, который окончил с отличием по разговорному китайскому языку, в котором совершенствовался во время стажировки в Пекинском университете (1959—1960). В 1961 году удостоен награды первого класса по востоковедческому трайпосу. В 1962 году выиграл стипендию Харкнесса, стажировался в университетах Беркли (1963) и Гарвардском (1964); некоторое время работал в Малави.
В 1961 году Бернал женился на однокурснице Джуди Пейс, у них была дочь Софи (родилась в 1963 году в Калифорнии) и сыновья-близнецы Уильям и Пол (род. 1965), брак распался в начале 1970-х годов. В 1965 году был избран преподавателем (Prize Fellow) Кингс-колледжа и в следующем году защитил в Кембридже докторскую диссертацию «Китайский социализм до 1913 года». В 1966—1972 годах преподавал современную историю Китая, публиковался, преимущественно, по истории современных социалистических учений на Дальнем Востоке, а также ситуации в Китае и во Вьетнаме. В 1972 году принят ассоциированным профессором Корнеллского университета, в котором работал до отставки в 2001 году. Он не скрывал своих левых взглядов и сочувственно относился к маоизму и Национальному фронту освобождения Южного Вьетнама, критиковал американское военное вторжение во Вьетнам. Занимаясь вьетнамской проблематикой, учёный в 1967 году посетил Камбоджу, в 1971 году — вновь Камбоджу и оба вьетнамских государства, и в 1974 году Северный Вьетнам. В 1976 году вышла новаторская монография М. Бернала «Китайский социализм до 1907 года», которая вызвала много положительных рецензий в профессиональной среде, в том числе в Советском Союзе.
«Китайский социализм» планировался как трёхтомное исследование, так и не получившее продолжения. По собственному суждению, Бернал в 1975 году пережил кризис среднего возраста, и полностью сменил предмет научного интереса. В 1976 году он вступил в брак с Лесли Миллер, работавшей в Уэллсианском колледже, их совместный сын Патрик родился в 1979 году (у Лесли был ещё сын Адам от предыдущего замужества). Работая в США, Мартин Бернал ежегодно возвращался в Великобританию на каникулярное время. Так как его предки были сефардами, Бернал занялся поисками своей еврейской идентичности, стал изучать иврит и увлёкся древностью, в частностью, финикийцами. С 1984 года перешёл в департамент Ближнего Востока адъюнкт-профессором, и в 1988 году был избран профессором департамента управления, в штате которого работал до 2001 года, преподавая курсы по политической истории, в том числе в древнем мире. На этом посту он опубликовал четыре монографии: два тома «Чёрной Афины» (1987 и 1991), «Письмена Кадма: передача алфавитов в Эгеиду и на запад до 1400 года до н. э.», и ответ своим критикам «Чёрная Афина отвечает». Третий том «Чёрной Афины» вышел в 2006 году, вызвав значительно меньший критический резонанс, чем публикации 1990-х годов. В 1990 году первый том исследования удостоен Американской книжной премии, второй отмечен редакцией газеты «Майнити симбун» как книга 2004 года. Исследователь не изменил политических взглядов, в частности, резко осуждая британское и американское вторжение в Ирак. После выхода в отставку Мартин Бернал вернулся в Великобританию и скончался в Оксфорде в 2013 году, оставив вдову, пятерых детей (включая приёмного сына) и девятерых внуков. Незадолго до смерти вышла книга его мемуаров «География жизни», организованная по тем странам и городам, в которых он побывал или жил подолгу.
Профессор Бернал являлся полиглотом: свободно владел французским и китайским языками, мог пользоваться источниками на греческом, древнееврейском, арабском, латинском, итальянском, немецком, японском, вьетнамском языках, египетском (иероглификой и демотикой) и коптском; на разговорном уровне владел языком чичева из группы банту. В мемуарах он сравнивал ощущения от работы в лингафонном кабинете с «посещением ребёнком кондитерской». Вне работы он увлекался фолк-музыкой и английской поэзией, а также любил смотреть по телевизору комедийные сериалы, особенно «Друзья» и «Сайнфелд».

## Интеллектуальная деятельность

### «Китайский социализм»
Монография М. Бернала «Китайский социализм до 1907 года», основанная на докторской диссертации и материалах, собранных за долгие годы работы в Китае и Вьетнаме, была высоко оценена специалистами. Майкл Гасстер (Ратгерский университет) в своей рецензии напоминал, что выпущенная в 1976 году книга анонсировалась лишь как часть трёхтомника, описывающего историю китайского социализма до Движения 4 мая 1919 года, поэтому фундированность и убедительность выводов вводного тома в значительной степени нивелируются тем, «что Бернал намеревается рассказать в последующих двух». Критик отмечал серьёзность источниковой базы монографии, включая журналы, издаваемые китайскими эмигрантами в Японии, а две вводные главы (посвящённые истории концепции Великого единения Да тун) называет «выдающимися, свежими и умными». Напротив, глава, посвящённая Сунь Ятсену, признана самой слабой и противоречивой: автору не удалось примирить крестьянское происхождение революционера и «буржуазный городской» характер его взглядов. Достойное место в книге уделено противоречиям в среде китайских революционеров, которые, как доказывал Бернал, были менее революционны в социальной сфере, в отличие от расовых и политических вопросов. Китайские последователи социалистических учений около 1906—1907 годов в целом отошли от западных социал-демократических образцов и рассредоточились по лагерям последователей анархизма и культурного консерватизма, причинами чего были и внутреннее неприятие западной модернизации, и тенденции, приходящие из России и Японии. М. Гасстер отметил и склонность Бернала «тонуть» в детализации: «если история китайского социализма до 1919 года требует трёх томов, то сколько же нужно написать о последующих событиях?».
Ли Фэйгун именовал монографию Бернала «долгожданной», считая его главным достижением развенчание мифа о «внезапном» появлении социалистических учений в Китае «из ничего». Генезис китайского социализма был сложным и многоплановым, главным источником сведений о социализме явились переводы западных миссионеров и японских радикалов Котоку Сюсуя и Сакаи Тосихико, которые относились к школе Бебеля и Каутского, а затем дрейфовали в сторону анархо-коммунизма, что стало общим местом для первых китайских социалистов. По мнению Ли Фэйгуна, Бернал показал, насколько первые китайские анархисты были близки русским народникам, и поставил вопрос о причинах, по которым первые китайские социалисты вообще обратились к этому учению. Социализм, по мысли Бернала, являлся привлекательным для китайских конфуцианцев школы Мэн-цзы, гораздо больше, чем «безжалостный эгоизм» классического либерализма или социального дарвинизма. Впрочем, далее исследователь не объяснял, каким образом конфуцианство смогло адаптировать идеологию, возникшую в эру индустриализации и направленную на подрыв устоев традиционного общества. «Внимание Бернала к деталям и дотошность сделают эту книгу необходимой всем, кто хочет изучать этот период». Примерно такой же логики придерживался американо-израильский китаевед Гарольд Шифрин: согласно его мнению, главной заслугой Бернала является доказательство доленинского проникновения социализма в Китай. Будучи специалистом по наследию Сунь Ятсена, Шифрин отдельно проанализировал суждения Бернала по этому вопросу, отмечая, что тот весьма тщательно рассмотрел первую дискуссию о социальной революции, развернувшейся в Японии на страницах журналов «Минь бао» и «Синьминь цунбао», и точно подметил, что Сунь Ятсен «слишком много времени проводил в открытых для иностранцев портах», в ущерб пониманию жизни сельского Китая. Книга признана весьма ценной, демонстрирующей «замечательную оригинальность» молодых китайских революционеров и позволяющей понять истоки национального ответа китайцев вызовам марксизма.
Канадский синолог Чэнь Чжижан посчитал, что Бернал оппонировал Шифрину, полагавшему, что суньятсенистский тезис о «равных правах на землю» не имел отношения к национализации и обобществлению земельной собственности. Впрочем, судя по комментарию Ху Ханьминя к лекциям о Трёх великих принципах Сунь Ятсена, прав в дискуссии был всё-таки Шифрин. В 1978 году редакция журнала «Pacific Affairs» опубликовала опровержение Бернала и ответ Чэня. М. Бернал утверждал, что точно перевёл тексты самого Сунь Ятсена по земельному вопросу, тогда как лично его хорошо знавшие Фэн Цзыю, Лян Цичао и Чжан Бинлинь однозначно утверждали, что до 1905 года революционер выступал за государственную собственность на землю; и лишь после создания Тунмэнхуэя его позиция стала менее определённой. Более того, в интерпретации «столь скользкого и неуловимого» субъекта, как Сунь Ятсен, вообще неприменимы термины «правильно» или «неправильно». В развёрнутом ответе Чэнь Чжижан полностью цитировал суждения Ху Ханьминя и разбирал их по пунктам. Суть несогласия Чэня и Бернала сводилась к простому вопросу: «выступал или не выступал Сунь Ятсен за национализацию земли до 1907 года или позже?» Свидетельства самого Сунь Ятсена крайне непоследовательны или даже бессвязны, «чтобы их можно было понять, даже прочитав в полном объёме». По-видимому, впервые о земельном вопросе Сунь Ятсен высказался в беседе с Чжан Бинлинем в 1902 году, когда он выступал за равное распределение земли, которая должна принадлежать непосредственно тем, кто её обрабатывает. В манифестах и программных выступлениях 1905 года революционер обходил земельный вопрос стороной. Теоретиков-радикалов, печатавшихся в журнале «Минь бао», крестьянский вопрос не интересовал вовсе. В 1919 году Сунь Ятсен не изменил своей позиции, равным образом незадолго до смерти он не отказывался от частной собственности, утверждая, что при отсутствии в Китае земельных магнатов и господстве мелкого землевладения, помещики политически незначительны и с ними легко справиться. Национализация земельного налога и ренты в начале 1920-х годов были для него тактическими возможностями финансировать революционную войну и развитие городской экономики.
Советская исследовательница Л. Н. Борох (ИВАН) подчёркивала пионерный характер работ М. Бернала, который раньше своих коллег обратился к проблематике распространения идей социализма в Китае «в дооктябрьский период», защитив на эту тему диссертацию ещё в 1966 году, и опубликовав ряд статей. Начав с изучения китайского анархизма, исследователь пришёл к выводу, что интерес к социализму со стороны лидеров оппозиционных течений Китая начала XX века (включая Кан Ювэя, Лян Цичао и Сунь Ятсена — «ключевые фигуры» в его терминологии) не мог быть случайным. По мнению Л. Борох, М. Бернал тщательно воссоздал процесс проникновения социалистических учений Запада в Китай, исследовав разные информационные каналы, включая выявление периодических изданий, писавших на темы социализма, установление имён авторов и переводчиков материалов в труднодоступных журналах и газетах. Крупным достижением учёного было включение в информационную базу исследования миссионерского журнала «Ваньго гунбао», которым активно пользовались все перечисленные выше персоны. Удалось найти материалы о встрече Сунь Ятсена с представителем Бюро II Интернационала. Глава с очерком социалистического движения в Японии 1870—1906 годов оценивалась Л. Н. Борох двойственно: делая структуру книги менее стройной, материал позволяет осветить японское влияние на китайских теоретиков. Однако заложив множество интересных идей, Бернал не стал развивать сюжета о «китайском долге Японии» в интеллектуальном отношении. Обобщая, можно сказать, что проблему распространения социалистических идей в Китае М. Бернал решал в контексте широкой проблемы взаимодействия Китая и Запада, приходя к генеральному выводу, что больше всего усилий для распространения социалистических идей в Китае приложили американские миссионеры, и лишь вторая волна влияния шла через Японию, в которой сформировалось ядро социалистического движения из лиц, воспитанных и обращённых в христианство американскими миссионерами. «Американизация», отчасти, объяснялась и тем, что сочинения христианских социалистов были понятнее, нежели работы фабианцев. Впрочем, Борох порицала традицию западной историографии задаваться вопросом, «кто больше (Япония, Россия или США) способствовал проникновению социалистических идей в страну?», считая такой подход односторонним, упрощающим интеллектуальный процесс и сводящим его к внешним факторам. Не удалось Берналу связать древние китайские представления о Великом единении и «колодезных полях» с последующим восприятием социалистических теорий Запада. Впрочем, единственным крупным недостатком концепции Бернала советская исследовательница считала преувеличение внешних влияний: русского и японского.
Критиками отмечалась и неровность авторского стиля: Росс Марлэй (Университет Арканзаса) откровенно называл некоторые главы «скучными» (делая исключение для описания распространения социалистических идей в Японии). Бернал не делал скидок, «ожидая многого от своего читателя», который должен досконально разбираться в новой и новейшей истории Китая и социалистической философии. Монография стала одной из первых в западной синологии, использующих пиньинь для передачи китайской фонетики.

### «Чёрная Афина»

#### Ревизионизм М. Бернала. «Древняя» и «арийская» модель истории
Большой труд «Чёрная Афина: афроазиатские корни античной цивилизации» сначала анонсировался как трёхтомный, но после выхода второй книги замысел перерос в тетралогию. В 1987 году вышел вводный том «Фабрикация Древней Греции, 1785—1985», за которым последовал второй «Археологические и письменные свидетельства» (1991). Третий том, посвящённый лингвистическим доказательствам, вышел в 2006 году, тогда как книги о мифологических доказательствах так и не последовало. Мартин Бернал не скрывал ревизионистского характера своей работы, призванной в академическом плане пересмотреть устоявшиеся взгляды на историю бронзового века Восточного Средиземноморья, а в политическом — «уменьшить европейское культурное высокомерие». Базовые тезисы своей концепции Бернал заявил в первом томе; в общем, они сводились к двум генеральным направлениям. Во-первых, древнейшая греческая цивилизация возникла в результате колонизации Эгеиды и Пелопоннеса древними египтянами и финикийцами. Культурное воздействие Леванта на Элладу ощущалось и позднее, в архаическую, классическую и эллинистические эпохи. Во-вторых, от Геродота и до XVIII века западная историческая наука не скрывала египто-левантийских корней античной цивилизации; эта концепция получила название «древней модели». Напротив, с середины XIX века утверждается принципиально иной взгляд на древнейшие эпохи греческой культуры: после нашествия индоевропейцев на микенский мир наступили «тёмные века», за которым наступили архаические века постепенного восстановления экономики, после чего последовал зенит классической цивилизации — афинская демократия, истории Геродота и Фукидида; философия Сократа, Платона и Аристотеля, драматургия и прочие атрибуты, ассоциируемые с эллинами в современной западной культуре. Указанная модель была названа М. Берналом «арийской». Эта историческая парадигма не являлась результатом эмпирических исследований, прогресса методологии или археологии, появления новых источников. По времени её утверждение коррелирует с ростом западного расизма и антисемитизма; в рамках арийской картины мира полностью отрицалось восточное воздействие на греческую культуру и язык (единственным исключением было финикийское происхождение греческого алфавита).
По мысли М. Бернала, «девальвации» египетского фундамента античной культуры способствовал рост колониализма и атлантической работорговли, когда Африка стала ассоциироваться с глухим «диким» уголком мира, источником рабов. Арийский миф утверждал необходимость расовой чистоты для успешного развития цивилизации и прогресса. Развитие индоевропеистики привело к утверждению арийского мифа, когда ведические арии отождествлялись с белыми завоевателями — носителями прогресса. Эллиноманы XIX века первыми стали сомневаться в принадлежности древних египтян к белой расе. Мартин Бернал главным сокрушителем «древней модели» считал Гёттингенский университет и лично Карла Мюллера с учениками, которые активно внедряли «арийскую модель» и сделали её популярной в Англии. В «команду злодеев — европоцентристских расистов» (по выражению Рональда Фритце) Бернал включал Иоганна Гердера, Иммануила Канта, Бартольда Нибура и Джорджа Грота. В «падении» финикийцев в науке был обвинён Жюль Мишле, ибо финикийцы воспринимались как разновидность древних евреев. Впрочем, это не приводило к упрощению: Бернал выделял четыре основные причины падения «древней модели»:
1. Христианская реакция («криптоарий» и протодеист Ньютон считал египетский пантеизм угрозой христианству).
2. Идея прогресса (Египет воспринимался как абсолютно стабильная и неизменная цивилизация, зашедшая в культурный тупик).
3. Белый расизм (египетское население было смешанным, что стало «греховным» в век одержимости расовой чистотой); всё, что ассоциировалось с Африкой, воспринималось как «низшее» и враждебное к цивилизации.
4. «Романтический эллинизм», ассоциируемый с новоевропейскими политическими нациями и национальными государствами.

Философ Жак Берлинерблау, комментируя «Чёрную Афину», насчитал в аргументации Бернала не менее четырнадцати «переменных», приведших к инфляции и падению «древней модели», включая позитивизм, индустриальную революцию и даже «открытие детства». Под этим последним подразумевается увлечение романтиков этапом зарождения и становления личности: как индивидуальной, так и «души» целых народов. Мартин Бернал однозначно отдавал первенство внешним, общекультурным и цивилизационным причинам падения «древней модели», процессы, разворачивавшиеся внутри институтов академической науки, почти не оказывали воздействия. Дешифровка египетских иероглифов Шампольоном не привела к изменению отношения к Древнему Египту.

#### «Пересмотренная древняя модель»
Вышеописанный подход («арийская модель» опосредованно существовала и в 1980-е годы), по мнению Бернала, следует заменить «пересмотренной древней моделью». Это собственная концепция учёного, основанного на методологии умеренного диффузионизма. Согласно его мнению, Финикия и Древний Египет существенно стимулировали и корректировали развитие Эгейского региона; каналами воздействия были колонизация, торговля и завоевания. По мнению Бернала, автохтонное население Эгеиды — пеласги — родственны хеттам, по крайней мере, лингвистически. Они находились в тесном взаимодействии с народами Леванта, по крайней мере, с четвёртого тысячелетия до н. э.; примерно к 2500 годам до н. э. в земли пеласгов вторглись индоевропейцы и постепенно расселились по островам и на материке. Завоевания фараонов во II тысячелетии до н. э. достигли бассейна Чёрного моря, создав постоянные гарнизоны вплоть до Колхиды. Колхи являлись потомками древних египтян, отчего древнегреческие историки и мифографы называли их «чёрными». Гиксосы, завоевав Египет, также вторгались в Эгейский регион, где основывали колонии между 1750—1550 годами до н. э. Гиксосов он определял как синтетическую группу, ядром которой являлись кочевники-семиты, которые по мере продвижения в новых землях «обрастали» индоевропейцами, создав многоязычный народ-войско. Морским путём они завоевали минойский Крит, но были ассимилированы местными жителями. На материке они были поглощены микенцами и усвоили греческий язык, который обогатили алфавитом, заимствованным у финикийцев. Впрочем, с той же вероятностью можно утверждать, что идею алфавита занесли в Грецию сами финикийские торговцы в последующие века (примерно между 1400—1200 годами до н. э.). Отверг он и концепцию «тёмных веков» как «арийскую» (дорийцы — аналог ариев, только говорящих по гречески). В истории античной цивилизации не было резкого разрыва между бронзовым и железным веком, а духовное развитие непрерывно подвергалось египетскому и финикийскому воздействию.
Основным материалом, привлекаемым М. Берналом для обоснования своих схем, являлись этимологии, топонимы, а также параллели между античной и переднеазиатскими мифологиями, которые воспринимал буквально, полагая, что миф содержит в основе исторические сведения. В основном, учёный основывался на античной традиции. Обосновывая происхождение Афины от египетской Нейт и, возможно, семитской Анат, он ссылался на античные представления о параллелях в образах Афины и Нейт. Обе богини являлись покровительницами домашних ремёсел ткачества, покровительствовали плодородию и косвенно военной доблести. Критики отмечали, что этимологического ряда, обосновывающего переход имён «Анат — Нейт — Афина», не существует; равным образом, культ Нейт приобрёл общеегипетское значение только при XXVII династии, примерно тогда же, когда в стране Нила появились греческие купцы; то есть период слишком поздний, чтобы подходить для аргументации Бернала. Функционально Афина и Анат схожи, однако семитское божество безжалостно и злобно, в отличие от покровительницы искусств Греции. В конечном итоге, профессиональные антиковеды, археологи, египтологи явно или неявно опровергли все аргументы М. Бернала, уличив его во множественных ошибках и часто характеризуя как дилетанта. Разные комментаторы укоряли автора в плохой продуманности концепции, неудачной структуре книги, изобилующей повторами и второстепенными деталями, в которых тонет изложение. Гендерный историк Герда Лернер вообще сообщала, что большую часть книги просто пролистала. По подсчётам Ж. Берлинерблау, к 1999 году негативные и позитивные отзывы о «Чёрной Афине» соотносились в пропорции семь к трём, считая более ста рецензий на английском языке и четыре полемических книги, опубликованных между 1996—1999 годами. Это не помешало успешным продажам книги: первые два тома к 1999 году разошлись в США семидесятитысячным тиражом, а первый том в общей сложности оказался переведён на девять языков.

#### Теоретико-методологическая позиция
В «Чёрной Афине» М. Бернал обосновывал им же разработанную концепцию «конкурентной достоверности». Он исходил из того, что история древнего мира полна неопределённости, во многом из-за отсутствия или малого числа источников. Некоторые древние письменности остаются недешифрованными, а многие археологические культуры, даже с хорошо сохранившимися культурными комплексами, были лишены письменности. Археологические памятники могли плохо сохраняться или фиксировать только некоторые аспекты культуры. В результате значительная часть представлений о древности являются либо умозрением, либо более или менее обоснованными догадками. Поэтому Бернал прямо заявлял, что задача историка древности — разработать ту теорию, которая будет наиболее правдоподобной среди подобных ей и получит наибольшее признание в академической среде. Бернал критиковал «археологический позитивизм», утверждая, что археология не является исторической и объективной научной дисциплиной, так как археологам свойственно использование «аргумента отсутствия» (отсутствия некоторых предметов или феноменов для позитивной аргументации). Отверг он и принцип «экстраординарные утверждения требуют экстраординарных доказательств». Критики Бернала отмечали, что он в полной мере использовал те же приёмы, как и у критикуемых им оппонентов. Например, утверждая о египетской колонизации Беотии бронзового века, он нимало не беспокоился о полном отсутствии археологических свидетельств; подобную выборочность доказательств он применял постоянно, нарушая все методологические принципы, принятые в научном исследовании. Герда Лернер и Жак Берлинерблау, скорее, сочувственно относились к подобному подходу, ибо Берлинерблау обозначил Бернала как «академического еретика», героя, вынуждающего академическое сообщество покинуть плоскость обыденных представлений (определяемых как расистский и антисемитский субъективизм). Гай Маклин Роджерс в этом контексте выражал недовольство тем, что Бернал не различал интерпретации (возможной, но не единственной или маловероятной) и события (одновременно возможного и вероятного). Роджерс отмечал, что в исторической науке о древности событием чаще всего является реконструкция, основанная на тщательной оценке существующих источников в контексте их появления и бытования.

#### Постмодернизм, расизм и афроцентризм
Значительная часть критиков «Чёрной Афины» утверждала, что Бернал не сумел «изгнать» расизм и европоцентризм из картины древней истории, вместо этого «вывернув их наизнанку». Востоковедов и антиковедов раздражало применение им терминологии «расы» и «этноса» к реалиям бронзового века и явная политизация этой проблематики. Известный британский эллинист Фрэнк Тёрнер обвинял Бернала в антиисторизме, выразившемся в переносе расистских и антисемитских настроений XIX века на материал глубокой древности; односторонность взглядов фиксировал и Джон Рэй. Указанное направление критики преобладало в монографических исследованиях «Чёрной Афины», выпущенных М. Левкович и Э. Графтоном. Графтон, в частности, обнаружил, что Гердер, рассматриваемый Берналом как предтеча шовинизма и расизма двух следующих веков, прекрасно осознавал, что «раса» — это умозрительный конструкт, почти бесполезный для исследовательской практики. Идеология Бернала в значительной степени смыкалась с афроцентризмом, и его постулаты были немедленно подхвачены представителями этого движения. Историк Кларенс Уолкер полагал, что именно «Чёрная Афина» вывела афроцентризм за пределы общинного культурного национализма, предоставив набор аргументов в пользу «истинного» происхождения западной цивилизации. В 1993 году редакция журнала «African-American scholar» в рейтинге наиболее цитируемых чёрными исследователями авторов поставила Бернала на 17-е место.
После бурных дискуссий 1990-х годов, в которых М. Бернал охотно участвовал, в том числе выступая на телевизионных ток-шоу, публикация книги «Чёрная Афина отвечает» в 2001 году и третьего тома исследования в 2006-м не вызвали такого же интереса, как два первых тома десятилетием ранее. Ассириолог Жан-Фабрис Нарделли (Университет Прованса) в объёмном разборе третьего тома, посвящённого лингвистическим выкладкам, крайне жёстко заключал, что «его [Бернала] выводы крайне редко рассматривались со стороны наиболее квалифицированных специалистов по Леванту», и что «не следует увековечивать… массу спекуляций, о которых лучше забыть». Как отмечал Рональд Фритце, своим успехом «Чёрная Афина» была обязана «постмодернистскому релятивизму»: учёные-специалисты полностью опровергли все построения Бернала и перечислили множество фактических ошибок, но книга продолжает пользоваться успехом и плавно преодолевала границу, отделяющую науку от псевдонауки. Собственно, Р. Фритце прямо утверждал, что Бернал успешно использовал «патологии» современного общества при написании и продвижении «Чёрной Афины», постмодернистское представление об отсутствии разницы между историческими и художественными текстами, когда любой исторический факт трактуется только как мнение, равноценное любому другому мнению. Успех трудов М. Бернала знаменовал, согласно мнению критика, «точку надира объективированного эмпирического познания».

### «Письмена Кадма»
Монография Бернала, посвящённая укоренению алфавитной письменности на Ближнем Востоке, на Балканах и её дальнейшего распространения в Европе, содержательно примыкала к первому тому «Чёрной Афины» и являлась первым подходом к источниковому доказательству её постулатов. В рецензии французского эллиниста Оливье Массона выделяются два генеральных сюжета исследования Бернала: во-первых, отказ от генеалогической схемы и историко-генетического метода, обычного для диффузного подхода; и, во-вторых, отказ от хронологического подхода в пользу тематического. Рецензента раздражал полемический стиль, когда автор в изобилии использовал понятия «атака», «бой», «крестовый поход» и др., а также чрезмерность «модных концепций»: противопоставления «арийства», «антисемитизма», «сионизма» и «антисионизма». Бернал отверг принятые в антиковедении датировки появления греческой письменности в пользу удревления, и, в духе «семитизаторства», прямо заявлял приоритет финикийцев в распространении алфавита в средиземноморском мире. Бернал начинает с мифа о письменности Кадма, приводимого у Геродота, отталкиваясь также от мифа, что буквы были изобретены в Библе. Согласно его мнению, семиты изобрели алфавит между XVIII—XIV веками до н. э., а в IX веке произошли некие события, приведшие к коренной реформе письменности. Бернал утверждал, что греки, рано восприняв письмо от финикийцев (на Кипре), затем его утратили; он отрицал кипро-минойские связи. В целом О. Массон признавал эрудицию и изобретательность автора и его страстную убеждённость, но полагал, что «умножение возможностей уменьшает вероятность».
Английский антиковед Морис Поуп утверждал, что в основе труда Бернала лежал чистейший ревизионизм, противопоставленный «фетишизму доказательности» классической науки. Исследователь провозглашал тезис: «алфавит так же стар, как и первая появившаяся буква»; основываясь на этом утверждении, М. Бернал доказывает, что греческие буквы бета, сампи, ипсилон, фи, хи, пси, омега могут быть выведены от знаков южносемитской письменности II тысячелетия до н. э. ещё до расхождения ветвей семитского письма. Семь букв (альфа, эпсилон, йота, лямбда, омикрон, пи, сигма) объявлены происходящими от западносемитского алфавита, реконструируемого к 1300 году до н. э. Далее Бернал, не уточняя, как это произошло, постулировал «вторичное воссоздание» алфавита у греков IX века до н. э., добавившее ещё три знака: дигамма, каппа и мю, установившее порядок букв и их названия. Немало места в книге занимает поиск семитских соответствий в иных средиземноморских письменностях: доханаанский элемент Бернал обнаружил в иберийском письме (шесть или семь знаков), меньшее число в этрусском, италийском, нумидийском и так далее. Всё это Поуп называл «крайне надуманным» и цитировал принцип Ульмана: «умножение возможностей уменьшает вероятность». Встречались и прямые ошибки, например в трактовке угаритской письменности. По мнению М. Поупа, эта система основывалась не на репрезентации: знаки включали один, два или три горизонтальных штриха (выдавливались на глине в форме клинописи) и аналогичное число вертикальных штрихов, которые могли пересекаться один, два или три раза. По-видимому, создатели письма использовали самые простые сочетания для наиболее часто используемых фонем. «Бернал же видит буквенные формы лишь там, и только там, где это ему удобно. Это хуже безумного диалога Гамлета с Полонием об облаках», что напомнило критику «попытку найти формы букв в азбуке Морзе».
Специалист по Древнему Востоку Вольфганг Рёллиг сразу обозначил методологию и выводы М. Бернала как «спорные», хотя и находящиеся в русле проблем, которые до недавнего времени являлись уделом узких специалистов. Как и в «Чёрной Афине», «Письмена Кадма» отличаются тщательностью подбора вторичных источников и подробным историографическим освещением. Впервые Бернал высказал свою гипотезу в 1987 году, и уже тогда специалисту было очевидно, что он не языковед и не имеет соответствующего профессионального опыта, особенно в том, что касается семитской эпиграфики и палеографии; его технические навыки сильно уступают опыту историка. В основу своей теории Бернал положил «волновой принцип», гласящий, что на протяжении тысячелетия греческая алфавитная письменность возникала несколько раз с разрывами в несколько столетий. Эту концепцию В. Рёлиг счёл порочной, так как она в корне противоречит назначению письменности — фиксации разговорного языка и передаче культурного и повседневного опыта. Именно диффузия лежит в основе распространения письменностей; в современном мире примерами являются широчайшее распространение латиницы в западном мире (даже для эскимосского языка), кириллицы на просторах бывшего СССР и китайской иероглифики в Восточной Азии. Все «доказательства» Бернала — спекулятивные, совершенно непонятно, откуда он взял существование «ханааноязычных общин на Крите и Сардинии» и как выделял более архаичные слои алфавитных знаков. Сомнительно и его рассуждение, что для достижения разнообразия греческих алфавитов требовалось не менее полутысячелетия развития, тем более, что оно опровергается палеографическими данными. Концепции Бернала противопоставляется исследование Беньямина Засса, который обнаружил свидетельства появления алфавитных элементов в египетском письме XII династии, когда на территории Синая происходило активно египто-семитическое взаимодействие. Эта работа признаётся важным достижением в деле познания возникновения алфавитов, «чего, к сожалению, нельзя сказать о книге Бернала».
В интервью, данном незадолго до кончины, Мартин Бернал сетовал на непонятость и невостребованность научным сообществом его антиковедческих открытий, и чрезмерное сосредоточение рецензентов на его историографических выкладках, которые сам считал чрезмерно схематичными и упрощёнными.

## Труды

### Монографии и мемуары
- Bernal M. Chinese Socialism to 1907. — Ithaca and London : Cornell University Press, 1976. — vii, 259 p. — ISBN 0801409152.
- Bernal M. Black Athena. — New Brunswick, NJ : Rutgers University Press, 1987. — Vol. I: The fabrication of ancient Greece, 1785—1985. — xxxiii, 626 p. — ISBN 0-8135-1276-X.
- Bernal M. Cadmean letters : the transmission of the alphabet to the Aegean and further west before 1400 B.C.. — Winona Lake IN : Eisenbrauns, 1990. — xiii, 156 p. — ISBN 0931464471.
- Bernal M. Black Athena. — New Brunswick, NJ : Rutgers University Press, 1991. — Vol. II: The Archaeological and Documentary Evidence. — liv, 879 p. — ISBN 0-8135-1583-1.
- Bernal M. Black Athena Writes Back. Martin Bernal Responds to His Critics / Edited by David Chioni Moore. — Durham & London : Duke University Press, 2001. — xxvi, 550 p. — ISBN 0-8223-2717-2.
- Bernal M. Black Athena. — New Brunswick, NJ : Rutgers University Press, 2006. — Vol. III: The Linguistic Evidence. — xliii, 969 p. — ISBN 978-1-9788-0429-6.
- Bernal M. Geography of a Life. — Bloomington : Xlibris Corp., 2012. — 492 p. — ISBN 978-1-4653-6375-6.

### Статьи и рецензии
- Bernal M. [Review of The Chinese Family in the Communist Revolution, by C. K. Yang] // Journal of the Royal Asiatic Society of Great Britain and Ireland. — 1961. — No. 1/2. — P. 47. — JSTOR 25202412.
- Bernal M. [Review of The Nien Army and Their Guerrilla Warfare, 1851—1868, by S. Y. Teng] // Journal of the Royal Asiatic Society of Great Britain and Ireland. — 1963. — No. 1/2. — P. 87—88. — JSTOR 25202599.
- Bernal M. [Review of Ta Ta Tan Tan: The Inside Story of Communist China, by V. Chu] // The China Quarterly. — 1966. — No. 27. — P. 177—178. — JSTOR 651489.
- Bernal M. The Tzu-yu tang and Tai Chi-t'ao, 1912—1913 // Modern Asian Studies. — 1967. — Vol. 1, no. 2. — P. 133—154. — JSTOR 311971.
- Bernal M. [Review of Party Politics in Republican China (The Kuomintang, 1912—1924), by G. T. Yu] // Modern Asian Studies. — 1967. — Vol. 1, no. 4. — P. 409—410. — JSTOR 312073.
- Bernal M. Review: [Li Ta-chao and the Origins of Chinese Marxism Maurice Meisner] // The Journal of the Royal Asiatic Society of Great Britain and Ireland. — 1968. — No. 3/4. — P. 206—207. — JSTOR 25203079.
- Bernal M. Vietnam: A Primer on the War // The Cambridge Quarterly. — 1968. — Vol. 3, no. 4. — P. 318—340. — JSTOR 42965101.
- Bernal M. Three Books on Vietnam [Review of Government and Revolution in Vietnam; The Village of Ben Suc; The Diplomacy of Chaos, by D. J. Duncanson, J. Schell, S. Loory, & D. Kraslow] // The Cambridge Quarterly. — 1969. — Vol. 4, no. 4. — P. 404—411. — JSTOR 42971636.
- Bernal M. [Review of Sun Yat-Sen and the Origins of the Chinese Revolution., by H. Z. Shiffrin] // Pacific Affairs. — 1969. — Vol. 42, no. 3. — P. 374—375. — doi:10.2307/275390.
- Bernal M. [Review of Chinese Intellectuals and the Revolution of 1911. The Birth of Modern Chinese Radicalism, by M. Gasster] // Pacific Affairs. — 1970. — Vol. 43, no. 3. — P. 426—427. — doi:10.2307/2754225.
- Bernal M. G. [Review of Britain and the People’s Republic of China, 1949—1974, by R. Boardman] // The American Political Science Review. — 1978. — Vol. 72, no. 1. — P. 359—360. — doi:10.2307/195373.
- Bernal M. [Review of An Introduction to Chinese Politics; Ideology and Politics in Contemporary China, by H. Hinton & C. Johnson] // The Journal of Asian Studies. — 1974. — Vol. 33, no. 4. — P. 701—703. — doi:10.2307/2053143.
- Bernal M. [Review of Communisme et Nationalisme en Algerie 1920—1962, by E. Sivan] // International Journal of Middle East Studies. — 1980. — Vol. 11, no. 2. — P. 277—279. — JSTOR 162301.
- Bernal M. The Nghe-Tinh Soviet Movement 1930—1931 // Past & Present. — 1981. — No. 92. — P. 148—168. — JSTOR 650753.
- Bernal M. [Review of The Topography of Thebes: From the Bronze Age to Modern Times, by S. Symeonoglou] // Journal of the American Oriental Society. — 1987. — Vol. 107, no. 3. — P. 557—558. — doi:10.2307/603521.
- Bernal M. [Review of The Origins of Writing, by W. M. Senner] // Journal of the American Oriental Society. — 1991. — Vol. 111, no. 4. — P. 826—827. — doi:10.2307/603435.